# Дикие гуси (фильм)
«Дикие гуси» — британский боевик, снятый в 1978 году режиссёром Эндрю В. Маклагленом по мотивам романа Дэниела Карни «Тонкая белая линия» (позже издавался компанией Corgi Books под названием «Дикие гуси»).
Фильм повествует о действиях группы наёмников из частной военной компании в Африке. Сюжет основан на слухах о совершившем в 1968 году посадку в Родезии самолёте, в котором, возможно, находились наёмники и президент некоего африканского государства, предположительно, умирающий Чомбе.

## Сюжет
Полковник Аллен Фолкнер, некогда офицер британской армии, а ныне наёмник, встречается в Лондоне с банкиром Эдвардом Матерсоном и получает от него задание. Ему предстоит освободить из заключения бывшего лидера некоей центральноафриканской страны, Джулиуса Лимбани. Лимбани объявлен мёртвым, а на самом деле он содержится в угандийской тюрьме и свергнувшего его генерала Ндофу шантажируют возможностью огласки этого обстоятельства. Матерсона больше интересует не сам Лимбани, а концессии на добычу меди, которые и являются ставкой в это игре.
Фолкнер принимает задание, для выполнения которого разыскивает наёмников, участвовавших с ним в предыдущих операциях.
Пилот Шон Финн (Роджер Мур) работал на контрабандистов, но, узнав, что перевозит не валюту, а наркотики, убил своего заказчика и лишь влияние Матерсона заставляет босса мафии отменить заказ на его ликвидацию.
Южноафриканец Питер Кутзее (Харди Крюгер) хочет обзавестись хозяйством на родине.
Рэйфер Джандерс (Ричард Харрис) за прошедшие десять лет сменил профессию и собирается провести рождественские каникулы с сыном Эмилем, но Фолкнеру удаётся уговорить его принять участие в планировании операции.
Отставной старшина Сэнди Янг (Джек Уотсон) с радостью соглашается заняться подбором личного состава группы и его тренировкой.
При негласной поддержке британского правительства 50 человек доставлены на место сбора где-то в Африке, где проходят подготовку под жёстким руководством Янга. Перед началом миссии Джандерс просит Фолкнера в случае смерти присмотреть за его сыном.
Наёмники десантируются в намеченном месте и продвигаются в район тюрьмы Зембала. Кутзее снимает часовых при помощи арбалета с отравленными стрелами, а остальную стражу убивают ядовитым газом.
Лимбани освобождён, но он слишком слаб. Группа направляется к небольшому аэропорту, где её должны забрать.
Однако в это самое время организаторы миссии во главе с Матерсоном заключают договор с теперешним правительством государства Лимбани о концессиях на добычу меди. Самолёт в последний момент поворачивает обратно.
Брошенным наёмникам приходится пробиваться под бомбёжками через вражескую территорию, преследуемым правительственными войсками, называющих себя «симба». За это время отношения между Лимбани и Кутзее сменяются с взаимной враждебности «африканера» и «кафра» на взаимопонимание.
Наёмники разделяются на две группы и направляются в родную деревню Лимбани, надеясь поднять мятеж известием о том, что он жив. Фолкнеру приходится добить тяжело раненых бойцов, чтобы они не попали в руки врага.
Кутзее погибает. Артур Уитти (Кеннет Гриффит) убит, отвлекая на себя противника, что позволило остальным уйти. Христианский миссионер-ирландец рассказывает, что неподалёку есть самолёт (Дуглас C-47).
В ходе последовавшего боя группа добирается до взлётной полосы, хотя многие погибают. Финн ранен в ногу, но может управлять самолётом. Джандерс тяжело ранен и, не в силах бежать за взлетающим самолётом, упрашивает Фолкнера убить его, что тот и делает.
Поначалу самолёту не дают разрешения на посадку в Родезии, но после получения доказательств того, что экс-президент Лимбани на борту, позволяют сесть на аэродром Кариба. Однако к тому моменту, когда самолёт садится на последних каплях горючего, Лимбани умирает.
Вернувшись в Лондон несколько месяцев спустя, Фолкнер проникает в дом Матерсона, под угрозой оружия забирает из его сейфа половину оговоренной платы, а затем убивает его.
В финальных кадрах Фолкнер, выполняя данное им Джандерсу обещание, навещает Эмиля в интернате и рассказывает ему об отце.

## В ролях
- Ричард Бёртон — полковник Аллен Фолкнер (прототип Майк Хоар)
- Роджер Мур — лейтенант Шон Финн
- Ричард Харрис — капитан Рэйфер Джандерс
- Харди Крюгер — лейтенант Питер Кутзее
- Стюарт Грейнджер — сэр Эдвард Матерсон
- Уинстон Нтшона — Джулиус Лимбани
- Джона Кани — сержант Джесси Блейк
- Джек Уотсон[англ.]— старшина Сэнди Янг
- Фрэнк Финлей — священник
- Кеннет Гриффит — Артур Уитти
- Барри Фостер — Томас Бальфур
- Рональд Фрейзер — сержант Джок Мактаггарт
- Йан Юл — Тош Дональдсон
- Патрик Аллен — Раштон
- Перси Херберт — Кейт
- Розалинд Ллойд — Хизер
- Валери Леон — крупье
- Джейн Хилтон — миссис Янг
- Пол Сперриер — Эмиль
- Дэвид Лэдд — Сонни Мартинелли
- Джефф Кори — мистер Мартинелли
- Крис Читтел — наемник
- Брук Уильямс — Сэмьюэлс

## Сиквел
Семь лет спустя было снято продолжение фильма, «Дикие гуси 2», также основанное на романе Дэниела Карни «Square Circle» (позже переиздавался под названием «Дикие гуси — 2»). Бёртон должен был снова играть роль полковника Аллена Фолкнера, но скончался до начала съёмок. Его заменил Эдвард Фокс, сыгравший Алекса Фолкнера, брата Аллена. По сюжету фильма ему предстояло освободить Рудольфа Гесса из тюрьмы Шпандау.

## Дополнительная информация
- Маттерсона должен был играть Джозеф Коттен.
- Роль Джандерса рассчитывал получить Берт Ланкастер, но не смог участвовать в съёмках, будучи занят в другом фильме.
- Консультантом фильма являлся Майк Хоар, известный участник боевых действий во время кризиса в Конго. Участвовать в фильме его пригласил бывший подчинённый Йан Юл, также в прошлом наёмник.
- Снимались также и родственники продюсера Юэна Ллойда: дочь Розалинда в роли Хизер и его супруга Джейн Хилтон сыграла миссис Янг.